# 小花五味子
小花五味子（学名：Schisandra micrantha）为五味子科五味子属下的一个种。